# Туніс на літніх Олімпійських іграх 1960
Туніс брав  участь  в  Літніх  Олімпійських  іграх  1960 року в Римі (Італія) вперше за  свою  історію, але не завоював жодної медалі. Збірну країни  представляли 2 жінки.